# Ешкаріш (Арока)
Ешкаріш (порт. Escariz; МФА: [ʃ.kɐ.ˈɾiʃ]) — парафія в Португалії, у муніципалітеті Арока. Розташована в західній частині країни, на теренах історичної португальської провінції Бейра. Входить до складу округу Авейру. За адміністративним поділом, чинним до 1976 року, терени парафії були складовою провінції Берегове Дору. Належить до Авейрівської діоцезії Католицької церкви. Патрон — святий Андрій. Площа — 17,9846 км². Населення — 2222 ос. (2011). Слабо урбанізований регіон. Густота населення — 123,55 осіб/км²
. Код — 010409.

## Географія

Арока (2013)
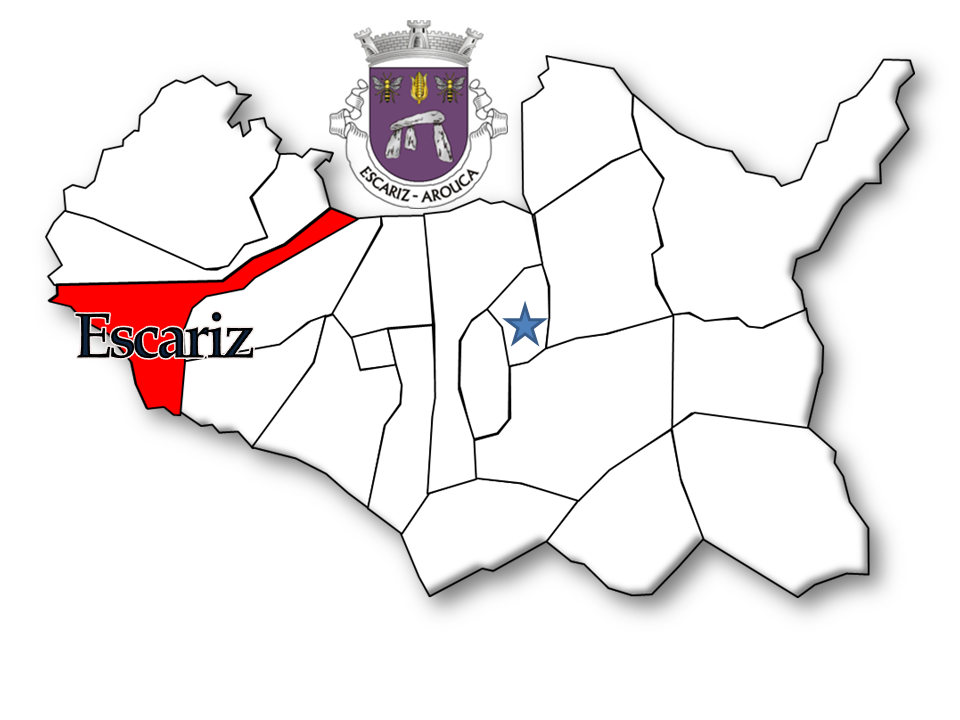
Ешкаріш

## Населення
| Кількість мешканців | Кількість мешканців | Кількість мешканців | Кількість мешканців | Кількість мешканців | Кількість мешканців | Кількість мешканців | Кількість мешканців | Кількість мешканців | Кількість мешканців | Кількість мешканців | Кількість мешканців | Кількість мешканців | Кількість мешканців | Кількість мешканців |
| ------------------- | ------------------- | ------------------- | ------------------- | ------------------- | ------------------- | ------------------- | ------------------- | ------------------- | ------------------- | ------------------- | ------------------- | ------------------- | ------------------- | ------------------- |
| 1864                | 1878                | 1890                | 1900                | 1911                | 1920                | 1930                | 1940                | 1950                | 1960                | 1970                | 1981                | 1991                | 2001                | 2011                |
| 948                 | 951                 | 1.060               | 1.160               | 1.202               | 1.283               | 1.533               | 1.626               | 1.797               | 1.971               | 1.862               | 1.865               | 2.055               | 2.255               | 2.222               |